# سانت كلير (أونتاريو)
سانت كلير، أونتاريو (بالإنجليزية: St. Clair) هي مدينة كندية تقع في مقاطعة أونتاريو. تبلغ مساحة هذه المدينة 619.2999 (كم²)، ويبلغ عدد سكانها 14649 نسمة حسب إحصاء سنة 2006 م، بينما كان يسكنها 14659 نسمة في سنة 2001 م. تحتل هذه المدينة المرتبة رقم 262 بين مدن كندا حسب عدد السكان والمرتبة رقم 101 في المقاطعة. نما عدد السكان في هذه المدينة بنسبة (-0.1) بين العامين المذكورين.

## معرض صور

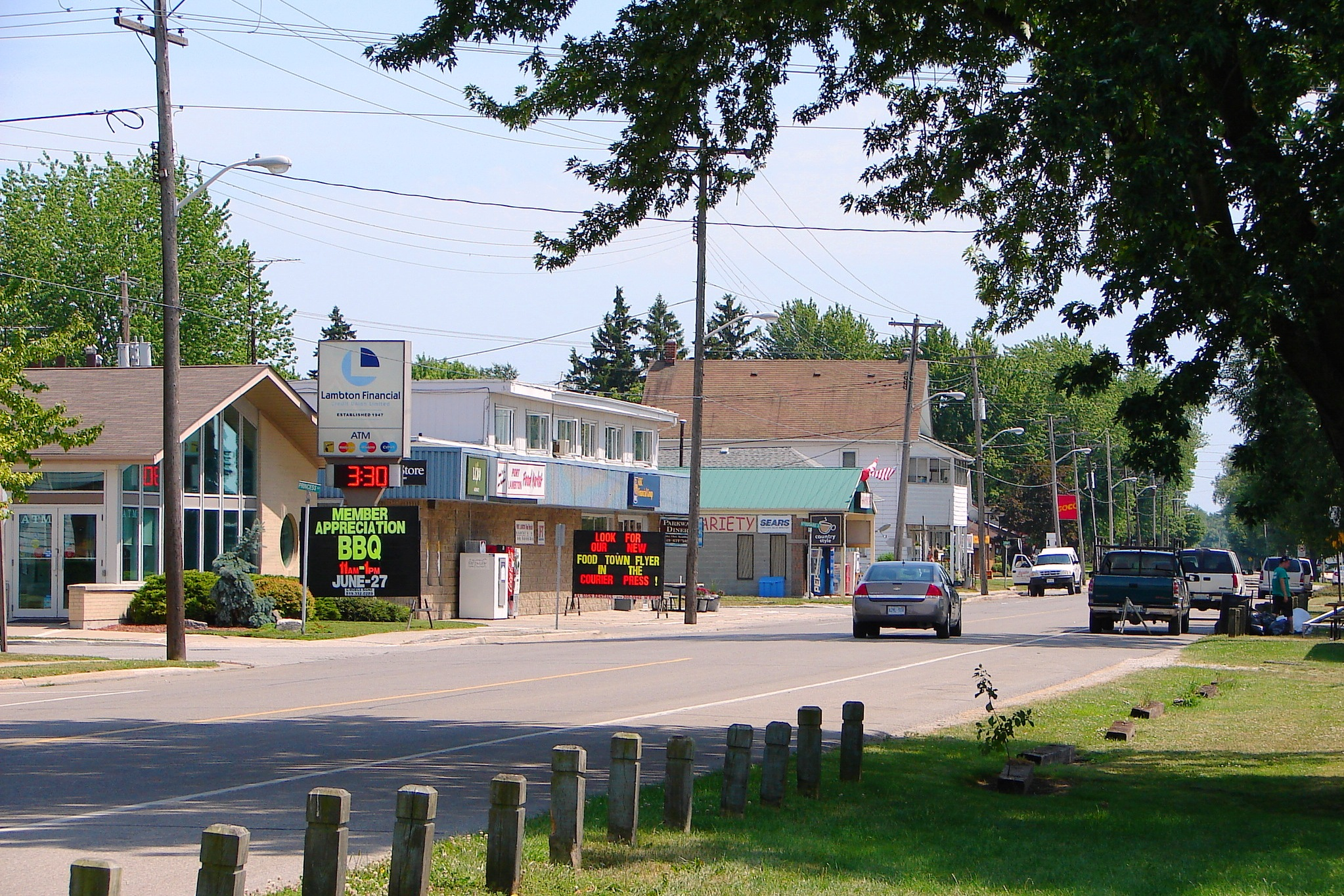
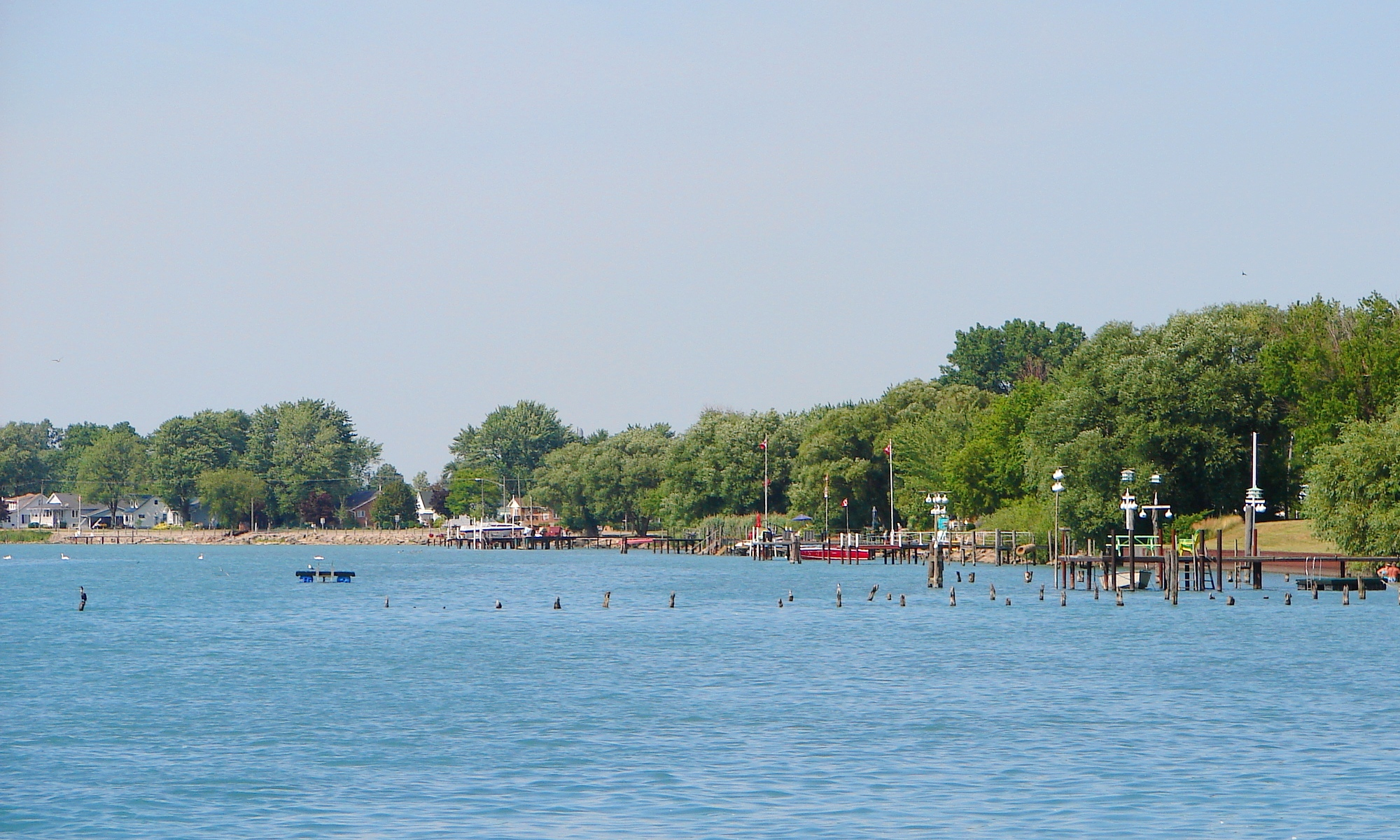
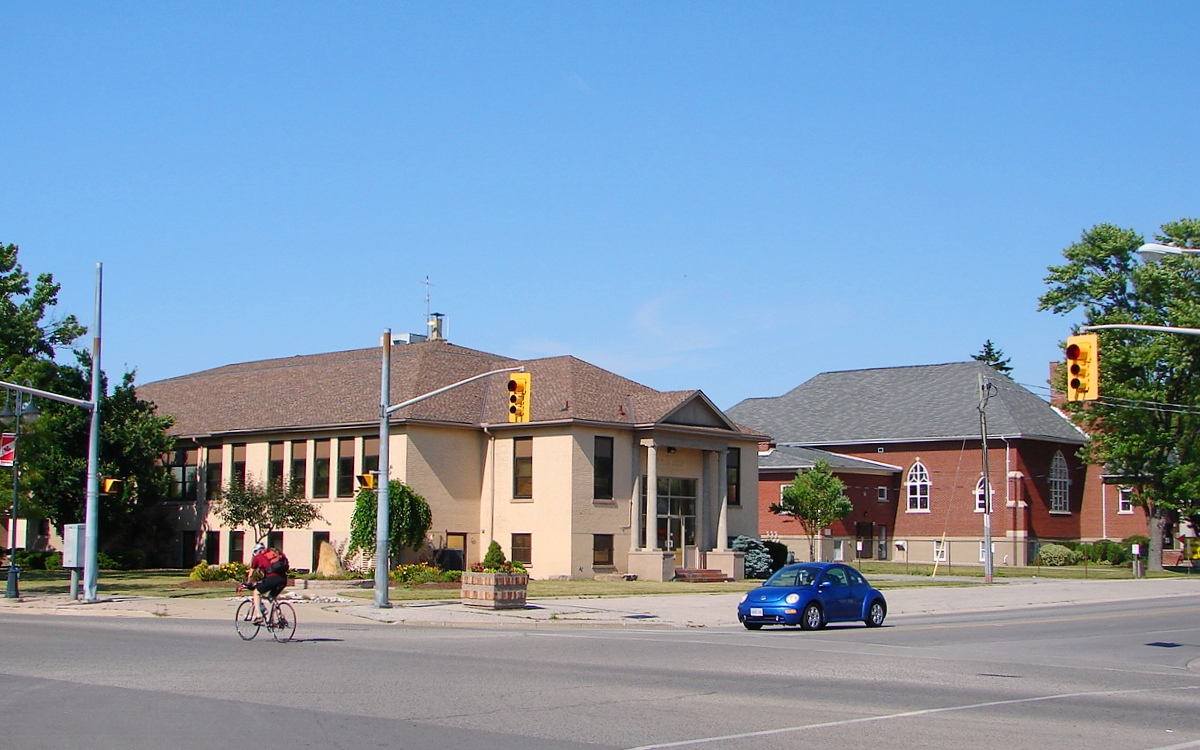

## وصلات خارجية
- الأطلس الحكومي لكندا
- إحصاءات كندا مع ساعة تعداد السكان نسخة محفوظة 23 مارس 2008 على موقع واي باك مشين.